# Oregostoma
Oregostoma is een kevergeslacht uit de familie van de boktorren (Cerambycidae). De wetenschappelijke naam van het geslacht werd voor het eerst geldig gepubliceerd in 1833 door Audinet-Serville.

## Soorten
Oregostoma omvat de volgende soorten:
- Oregostoma bipartitum (Bates, 1873)
- Oregostoma nigripes Audinet-Serville, 1833
- Oregostoma nitidiventre (Gounelle, 1911)
- Oregostoma puniceum (Newman, 1838)